# 科厘士羅治 (新南威爾斯州)
科厘士羅治，是澳洲新南威爾斯州雪梨的一個小型內城市區，位於雪梨商業中心區西南方4（2.5英里）處，雪梨市地方政府行政區內。

## 概述
羅士街（Ross Street）及與之相交的聖約翰道（St Johns Road）為該區核心，分佈有酒吧、咖啡茶座及古董鋪。
科厘士羅治鄰近雪梨大學及雪梨科技大學校園，深受兩校學生青睞。

## 學校
- 科厘士羅治公立學校

## 圖集

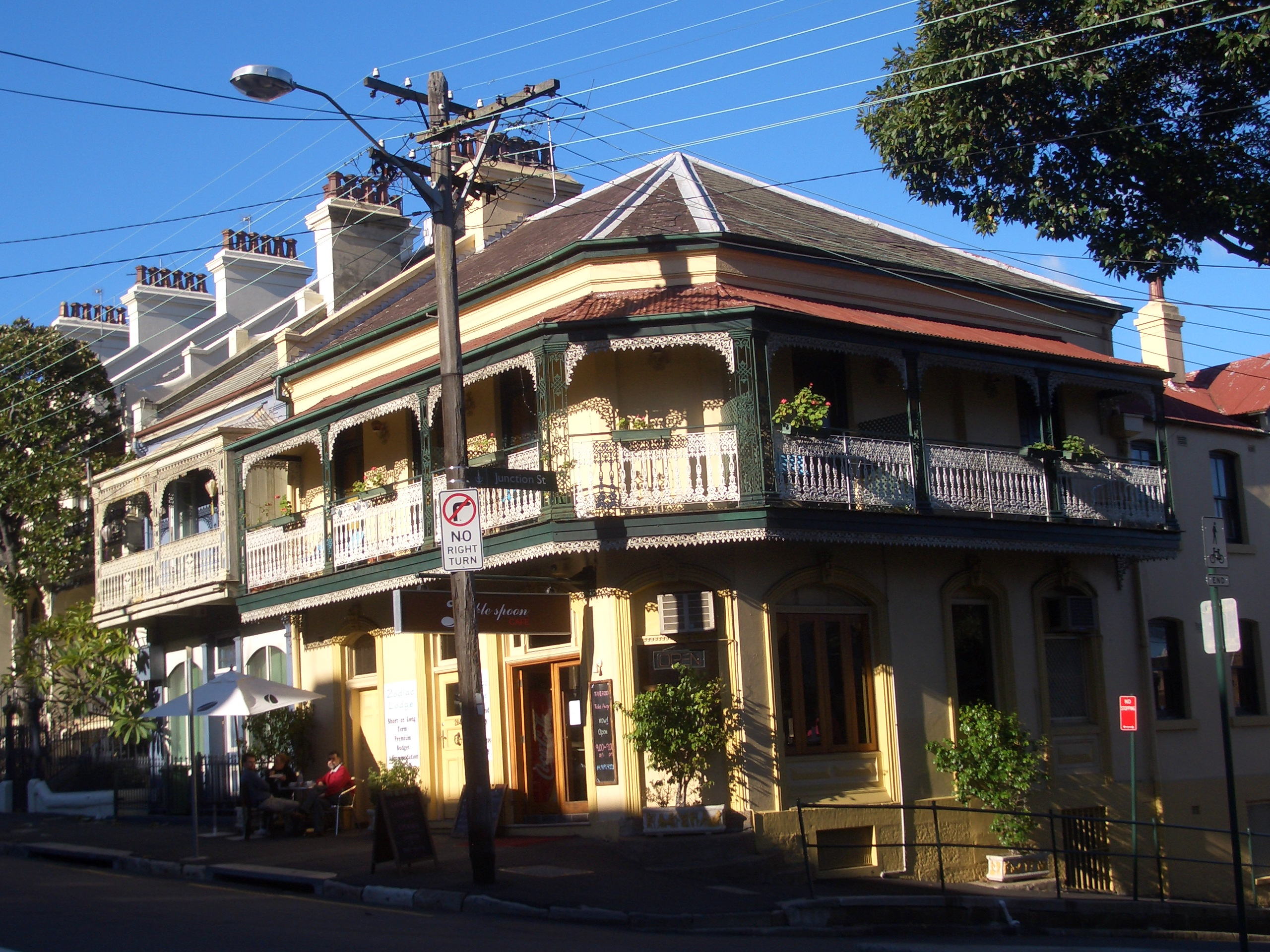
卑滿橋道
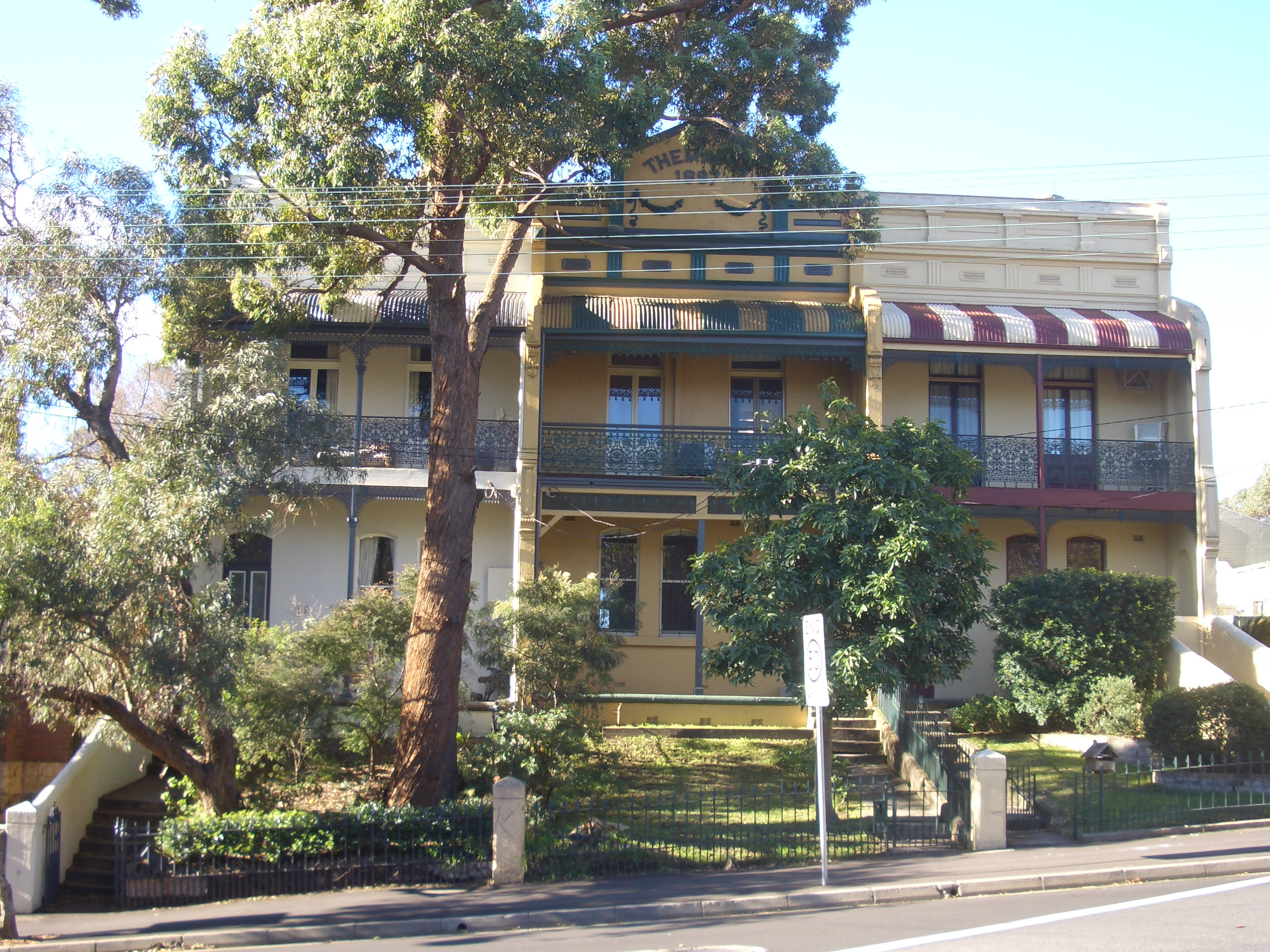
羅士街

## 外部連結
- City of Sydney: Glebe, Forest Lodge and Broadway （页面存档备份，存于）

33°53′02″S 151°10′53″E / 33.88396°S 151.18150°E